# Gray (priimek)
Gray je priimek več znanih oseb:

## A
- Alasdair Gray (1934—2019), škotski pisatelj
- Alfred M. Gray (*1928), ameriški general
- Andy Gray (*1997), škotski nogometaš
- Asa Gray (1810—1888), ameriški botanik

## C
- Charles Gray (1912—2000), angleški igralec
- Coleen Gray (1922—2015), ameriška igralka

## D
- David Gray (1838—1861), škotski pesnik

## E
- Eileen Gray (1878—1976), irska arhitektka, oblikovalka pohištva
- Elisha Gray (1835—1901), ameriški izumitelj
- Eve Gray (1900—1983), angleška igralka

## F
- Frank Gray (1880—1935), angleški politik

## G
- Gordon Joseph Gray (1910—1993), škotski rimskokatoliški kardinal

## H
- Hanna Holborn Gray (*1930), ameriška zgodovinarka
- Herb Gray (*1931), kanadski politik

## J
- John Edward Gray (1800—1875), angleški zoolog
- John Russell Gray (1900—1942), novozelandski general

## L
- Linda Gray (*1940), ameriška igralka

## M
- Mackenzie Gray (*1957), kanadski igralec
- Maey Gray (*1970), ameriška pevka noe-soula

## N
- Nadia Gray (1923—1994), romunsko ameriška igralka

## S
- Sally Gray (1916—2006), angleška igralka
- Simon Gray (1936—2008), angleški dramaturg
- Stephen Gray (1666—1736), angleški fizik

## T
- Thomas Gray (1716—1771), angleški pesnik

## W
- William Gray (1750—1825), ameriški politik
- Willoughby Gray (1916—1993), angleški igralec